# جونگ کیونگ هو
جونگ کیونگ هو (کره‌ای: 정경호; زادهٔ ۳۱ اوت ۱۹۸۳) یک بازیگر اهل کرهٔ جنوبی است. او برای نقش‌های مکملش در مجموعه‌های «متأسفم، دوستت دارم» (۲۰۰۴) و «گرگ و میش» (۲۰۰۷) و نقش‌های اصلی‌اش در «لبخند تو» (۲۰۰۹) و «شهر بی‌رحم» (۲۰۱۳) به شهرت رسید.

## زندگی شخصی
مادر و خواهر این بازیگر برجسته کره ای نیز از بازیگران محبوب کره هستند .
وی از سال ۲۰۰۴ با بازی نقش مکمل در سریال دوستت دارم متاسفم وارد عرصه بازیگری شد .
در ابتدا پدرش که یک کارگردان خبره بود با ورود او به دنیای بازیگری سخت مخالفت کرد و این سبب شد که کیونگ هو از خانه خانوادگیشان خارج شود و به مدت ۳ سال با پدرش حرف نزند .
جونگ کیونگ هو از اوایل سال ۲۰۱۳ با سویونگ، عضو گروه گرلز جنریشن در رابطهٔ عاشقانه است.
جونگ در دوران خدمت سربازیش مبتلا به بیماری هپاتیت شد ، این بیماری باعث شد تا دوسال نتواند گوشت خوک و گاو بخورد.
شهرت چشمگیر او از سال ۲۰۱۳ شروع شد و تا کنون ادامه پیدا کرد .

## فیلم‌شناسی

### فیلم
| سال  | عنوان                                   | نقش          | منابع |
| ---- | --------------------------------------- | ------------ | ----- |
| ۲۰۰۵ | همه برای عشق                            | یو جونگ-هون  |       |
| ۲۰۰۵ | هنگامی که عاشقانه با سرنوشت روبرو می‌شوی | کیم ایل وونگ |       |
| ۲۰۰۶ | گانگستر سطح بالا                        | لی سانگ-هو   |       |
| ۲۰۰۷ | هرب                                     | لی جونگ-بوم  |       |
| ۲۰۰۷ | برای قلب‌های ابدی                        | سو-یونگ      |       |
| ۲۰۰۸ | بیستی بویز                              |              |       |
| ۲۰۰۸ | سانی                                    | یونگ دئوک    |       |
| ۲۰۰۹ | رانینگ تورتل                            | گی ته-سونگ   |       |
| ۲۰۱۳ | کمربندها رو ببندید                      | ما جون-گو    |       |
| ۲۰۱۴ | مخفیگاه                                 | سوچول        |       |
| ۲۰۱۵ | عشق                                     | ته-وو        | [ ۲ ] |
| ۲۰۱۸ | فرا زمان                                | چوی هیون سوک | [ ۳ ] |
| ۲۰۲۲ | رقصنده بزرگ                             | پیل-سو       | [ ۴ ] |
| ۲۰۲۲ | مردان جراحی پلاستیک                     | جی وو        | [ ۵ ] |
| ن/م  | رئیس                                    | کانگ پیو     | [ ۶ ] |

### مجموعه تلویزیونی
| سال       | عنوان                          | نقش                                   | شبکه                     | توضیحات             |
| --------- | ------------------------------ | ------------------------------------- | ------------------------ | ------------------- |
| ۲۰۰۴      | عروس ۱۸ ساله                   | Jung-sook's blind date                | کی‌بی‌اس۲                  |                     |
| ۲۰۰۴      | تو خواهی دانست                 | ها کی-هو                              | کی‌بی‌اس۲                  | [ ۷ ]               |
| ۲۰۰۴      | ۵ ستاره                        |                                       | اس‌کی تلکام               |                     |
| ۲۰۰۴      | متأسفم، دوستت دارم             | چوی یون                               | کی‌بی‌اس۲                  |                     |
| ۲۰۰۵      | نازنین من، عزیز من             | یو این-چول                            | کی‌بی‌اس۱                  | [ ۸ ]               |
| ۲۰۰۷      | گرگ و میش                      | کانگ مین-کی                           | ام‌بی‌سی                   |                     |
| ۲۰۰۹      | جا میونگ گو                    | شاهزاده هودونگ                        | اس‌بی‌اس                   |                     |
| ۲۰۰۹      | لبخند تو                       | کانگ هیون-سو                          | اس‌بی‌اس                   |                     |
| ۲۰۱۰      | جادهٔ شماره ۱                   | مرد زباله فروش                        | ام‌بی‌سی                   | کمیو (قسمت۵)        |
| ۲۰۱۰      | درام ویژه «گه چون-بین بزرگ»    | وانگ گی-نام                           | کی‌بی‌اس۲                  |                     |
| ۲۰۱۳      | شهر بی‌رحم                      | جونگ شی-هیون                          | جی‌تی‌بی‌سی                 |                     |
| ۲۰۱۳      | بعد از مدرسه: خوش شانس یا نه   | دکتر                                  | Nate Hoppin/ BTV/T-store | کمیو                |
| ۲۰۱۳      | جشنوارهٔ درام «دید از چشم کلاغ» | بون-وونگ                              | ام‌بی‌سی                   | [ ۱۱ ]              |
| ۲۰۱۴      | عشق بی‌پایان                    | هان گوانگ-چول                         | اس‌بی‌اس                   |                     |
| ۲۰۱۴      | جشنوارهٔ نمایش «خانه، همسر»     | سوک-جین                               | ام‌بی‌سی                   | کمیو                |
| ۲۰۱۵      | دوباره ضرب‌وشتم                 | کانگ مین-هو                           | جی‌تی‌بی‌سی                 |                     |
| ۲۰۱۵      | چون اولین باره                 | مأمور پلیس                            | آن‌استایل                 | کمیو (قسمت۲)        |
| ۲۰۱۵      | نهایت درهم شکستگی              | مجری اخبار سرگرمی                     | بازیگران ناور‌ تی‌وی       | کمیو (قسمت ۷،۱۳،۲۰) |
| ۲۰۱۶      | یک پایان شاد دیگر              | سونگ سو-هیوک                          | ام‌بی‌سی                   |                     |
| ۲۰۱۷      | نه گمشده                       | سئو جون-آه                            | ام‌بی‌سی                   |                     |
| ۲۰۱۷      | دفترچه زندان                   | لی جون-هو                             | تی‌وی‌ان                   |                     |
| ۲۰۱۸      | زندگی در مریخ                  | هان ته-جو                             | اوسی‌ان                   |                     |
| ۲۰۱۸      | داستان پری                     | تخم مرغ جیوم دال/اژدهای آبی (صداپیشه) | تی‌وی‌ان                   | کمیو                |
| ۲۰۱۹      | وقتی شیطان نامت را فرا می‌خواند | ها ریپ / سو دونگ-چون                  | تی‌وی‌ان                   |                     |
| ۲۰۱۹      | سقوط بر روی تو                 | چا سانگ-وو                            | تی‌وی‌ان                   | کمیو (قسمت۱، ۵، ۷)  |
| ۲۰۲۰–۲۰۲۱ | پلی‌لیست بیمارستان              | کیم جوم-وان                           | تی‌وی‌ان                   |                     |
| ۲۰۲۳      | دوره فشرده عاشقانه             | چوی چی-یول                            | تی‌وی‌ان                   | [ ۱۶ ] [ ۱۷ ]       |